# Francisco Rodríguez del Toro
Francisco José Rodríguez del Toro e Ibarra (Caracas, Capitanía General de Venezuela, 11 de diciembre de 1761-Ibídem, 10 de mayo de 1851) general de división del ejército libertador de Venezuela. Hijo mayor de Sebastián José Antonio Rodríguez del Toro y Ascanio, III marqués del Toro y alcalde ordinario de Caracas, y de Brígida Martina de Ibarra e Ibarra. Era nieto de Francisco Rodríguez del Toro e Isturiz, II marqués del Toro y gobernador y capitán general de la Provincia de Venezuela y sobrino nieto de José Rodríguez del Toro, rector de la Universidad de Salamanca en España y oidor de la Real Audiencia de México. Es usualmente conocido en la historia de Venezuela como el marqués del Toro, título que heredó a la muerte de su padre en 1787. Ello, a pesar de haber apoyado decididamente en el Congreso Constituyente de 1811 la eliminación de los títulos nobiliarios, lo que conllevó a la eliminación del suyo.
Fue nombrado coronel de las milicias de Blancos Voluntarios de los Valles de Aragua por Despacho Real del 6 de mayo de 1800. Luego ascendido a brigadier el 10 de mayo de 1810 por la Junta Suprema de Caracas y elevado a mariscal de campo el 17 de agosto de 1811, equivalente a un general de división.

## Período colonial
Egresado de la Universidad de Caracas como bachiller en leyes (abogado) fue procurador general del Ayuntamiento  de Caracas y regidor perpetuo de este. Se desempeñó igualmente como coronel del batallón de milicias de los Valles de Aragua. Su casa, durante aquel período, constituyó uno de los epicentros de la Caracas culta, caracterizada por sus célebres tertulias literarias. De hecho, años más tarde su sobrino Fermín Toro habría de llevar a cabo su impresionante formación autodidacta en la biblioteca del marqués, lo que permite suponer la importancia de ésta. Según el historiador Reinaldo Rojas, "el joven Toro se encuentra con una biblioteca que contaba con obras clásicas en los campos de la filosofía, la política, la historia, la literatura y la economía". A decir de Rufino Blanco Fombona: "La casa de los Condes de Tovar y la de los Marqueses del Toro rivalizan, se emulan, como centros sociales y centros de cultura". En igual sentido se expresa Manuel Vicente Magallanes al señalar: "Emulan con el salon de los Ustáriz como centros sociales y de cultura, las casas del conde de Tovar y del marqués del Toro". Sin embargo, agrega Magallanes: "A partir de 1808 todas estas tertulias fueron convirtiéndose de literarias y publicas en políticas y secretas. Pasan a ser los centros activos de la conspiración". En febrero de 1800, Rodríguez del Toro hospedó por varios días en su hacienda de Mocundo, cerca de Valencia, a Alexander von Humboldt, quien en la descripción escrita de su viaje se refirió con admiración a la riqueza de la agricultura y a la belleza del paisaje que allí encontró. 

## Participación en la causa patriota
Desde 1808 figura activamente en la causa patriota, sufriendo arrestos y confinamientos en varias ocasiones. Tuvo importante participación en la llamada Conjura de los Mantuanos de 1808, en las reuniones de la Cuadra Bolívar, en la conspiración del cuartel de la Misericordia de marzo de 1810 y en la revolución del 19 de abril de 1810. Gracias a su influjo, la ciudad de Valencia (Venezuela) se plegó a la causa patriota en la etapa inicial de la revolución. Fue el primer general del ejército venezolano y el primer comandante en jefe de sus tropas. 
En 1810 bajo mandato de la Junta Suprema de Caracas, dirigió la Campaña de Coro. A través de ella se buscó incorporar a dicha provincia, que se mantenía fiel al Consejo de Regencia, a la causa emancipadora. A pesar de varios combates exitosos, las tropas republicanas debieron replegarse ante la noticia de la inminente llegada de un ejército realista proveniente de Maracaibo. Ello hubiera cercado al contingente patriota entre las fuerzas realistas al interior de la ciudad de Coro, con las que estaba combatiendo, y tropas realistas en su retaguardia. Haciéndose evidente que el objetivo de tomar dicha ciudad no resultaba ya factible bajo las nuevas condiciones, el marqués inició un retorno ordenado de sus fuerzas hacia Caracas. Para lograrlo, debió combatir a las fuerzas provenientes de Maracaibo. Entre las batallas libradas en esa campaña se encontraron las de Aguanegra, Pedregal, Aribanaches, Sabaneta, Guedequis y Coro. 
Diputado electo por El Tocuyo al congreso de 1811, Rodríguez del Toro fue firmante del Acta de  Independencia de Venezuela el 5 de julio de 1811, así como signatario de la primera Constitución de Venezuela e Hispanoamérica el 21 de diciembre de ese año. 
Una de las primeras acciones del Congreso, luego de firmada la Independencia, fue la de confirmarlo como comandante militar de Venezuela. 
En tal carácter, dirigió en 1811 la Campaña de Valencia, destinada a doblegar el alzamiento de dicha ciudad frente a la nueva República pocos días después de declarada la Independencia. Luego de algunos éxitos militares iniciales, se hizo evidente la insuficiencia de las tropas ante la seria resistencia encontrada. Ante los retos mayúsculos enfrentados por los patriotas en diversos frentes le fue ofrecida la dictadura por el Congreso, la cual declinó, siendo ésta subsiguientemente ofrecida a Francisco de Miranda quien sí la aceptó. Al encargarse Miranda de la jefatura militar, el marqués siguió sirviendo como segundo al mando. En tal sentido tuvo un papel muy activo en la toma de Valencia, obtenida a un altísimo costo en vidas que debilitó seriamente al ejército republicano. En dichas acciones, Rodríguez del Toro llevó como edecán a Simón Bolívar, incorporándolo a su entorno inmediato como vía para subsanar la resistencia de Miranda a que este participase en las operaciones militares de Valencia.
En enero de 1812, Rodríguez del Toro fue designado Vicepresidente del Congreso, en cuyo seno siguió teniendo una participación activa. 
En la fase final de la Primera República, y ante la insuficiencia de tropas y pertrechos, se comisionó al marqués para reclutar a un nuevo ejército en los Llanos. Ello, para tratar de hacer frente al indetenible avance de las fuerzas realistas de Domingo Monteverde. En palabras de Juan Uslar Pietri:

"Miranda estableció su cuartel en Maracay y se dispuso a organizar la defensa, pues atacar era casi imposible con un material humano prácticamente derrotado. A su vez el Marqués del Toro fue nombrado para que reclutase en Los Llanos, pertrechos, hombres y caballos para la desesperada defensa. Su gestión fracasó, pues no encontró en aquellas tierras gente dispuesta a apoyar a la República, más que la veían representada por este aristócrata".

Ante este último intento fracasado por reavivar la lucha, y frente al derrumbe de la República, se marchó a Cumaná y de allí siguió a la isla de Granada.
Algunos historiadores han contrastado el coraje personal del marqués del Toro con sus limitadas dotes militares. Al referirse a la primera campaña de las armas republicanas José Gil Fortoul señala:

"El marqués general bisoño pero altivo, hidalgo y patriota revolucionario desde 1808, hizo gala en toda ella de gallarda valentía personal."

En igual sentido se expresa Caracciolo Parra Pérez al afirmar:

"El mando republicano estaba en manos de un hombre cuya bravura personal estaba fuera de toda duda pero absolutamente desprovisto de pericia militar".

Sin embargo esta visión no es aceptada por otros historiadores venezolanos como Lino Iribarren Celis, Julio Febres Cordero y Aníbal Laydera Villalobos quienes presentan al marqués del Toro como un general hábil y conocedor de su oficio.

## Exilio
Firmada la capitulación de San Mateo (1812), se refugió con su hermano el general de división Fernando Rodríguez del Toro en Puerto España, Trinidad, colonia inglesa para la época. Ya en la cincuentena, y en medio de penurias económicas, se dedicó allí a cuidar a este último quien había quedado mutilado e inválido como resultado de las acciones militares del asedio de  Valencia en 1812. Regresará a la patria junto a su hermano tras obtenerse la independencia en 1821.

## Etapa republicana
Entre 1823 y 1824 se desempeñará como intendente (gobernador civil) de Venezuela y entre 1826 y 1827 como comandante de armas de Caracas. A partir de 1825 habría de habitar en su célebre Quinta de Anauco donde hospedará al Libertador durante su última estadía en Caracas y donde invitará con frecuencia a las figuras fundamentales de la vida pública venezolana y a los próceres sobrevivientes de la independencia. En 1835, mientras estuvo hospedado por Rodríguez del Toro en la Quinta de Anauco, Luis Perú de Lacroix corrigió y finalizó el manuscrito de su Diario de Bucaramanga, dejando al marqués a cargo de su custodia cuando partió a Francia, donde se suicidó.Para ese mismo año de 1835 fue simpatizante de la Revolución de las Reformas. En el año de 1840 participa como uno de los fundadores del partido liberal encabezado por Antonio Leocadio Guzmán. En 1842 fue designado por el gobierno del general José Antonio Páez para encabezar la comisión que habría de acompañar la repatriación de los restos del Libertador desde Santa Marta. Dicha comisión se encontraba igualmente integrada por el general Mariano Montilla y por el expresidente de la República José María Vargas.

## Amistad con el Libertador
El marqués del Toro mantendrá una entrañable amistad con el Libertador Simón Bolívar tal como lo evidencia el epistolario y los testimonios de este último. El 15 de diciembre de 1819 Bolívar escribe a los hermanos Francisco y Fernando Rodríguez del Toro desde Angostura instándolos a abandonar el exilio y regresar a Venezuela: 

"Vamos mis amigos no se hagan Vds. más de rogar; yo no añadiré más observaciones a las que antes he hecho; me parece que han sido excesivas y aún duras las más de ellas; pero dictadas por el sentimiento de la más alta admiración y del amor más tierno que un hombre puede profesar. Jamás pienso en Vds. sin gemir, jamás escribo a Vds. sin llorar. Adiós, mis amigos, vengan Vds. a consolar a quien no puede recibir consuelo sino de sus queridos Toros".

Al enterarse de que el marqués y Fernando habían regresado a Venezuela luego de su exilio en Trinidad, Bolívar les escribe desde Quito el 21 de junio de 1822: 

"¿Será verdad mis queridos amigos que están Vds. en Caracas?...En medio del tumulto de la guerra, y en medio de las agitaciones de los negocios públicos, mi amistad ha tenido un momento de placer pensando que mis queridos Toros serán muy pronto abrazados, rodeados de los objetos que más amán. Yo iré a Caracas a principios del año que viene, y nada exagero al decir que mi mayor deseo será volver a estrechar en mis brazos a mis más queridos y más desgraciados amigos, aunque los más dignos de ser los más afortunados".

Sin embargo, el Libertador sólo volverá a Caracas en 1827 cuando ya Fernando tenía varios años de muerto. En esa ocasión se hospedará repetidas veces en la Quinta Anauco, propiedad del marqués. Dos años antes, y luego del éxito de la batalla de Ayacucho, Bolívar escribe al marqués desde Oruro el 25 de septiembre: 

"...¿No se siente Ud. arrebatar por el entusiasmo de la gloria al oír tan bellas cosas; Ud. que fue el primero en llevarnos al combate y Ud. que fue mi primer coronel, mi primer general".

En su Diario de Bucaramanga de 1828, Luis Perú de Lacroix refiere el comentario del Libertador, según el cual el marqués era uno de sus amigos más cercanos y una de las personas de su mayor confianza, transcribiendo así sus palabras:

"El marqués prosiguió, es el prototipo de la franqueza, de la amenidad y jovialidad de nuestros buenos antepasados; es verdaderamente noble en sus sentimientos y en su conducta como lo es de nacimiento: nadie más generoso, más serviciable y mejor amigo".

Cuando en 1828 los reveses y sinsabores políticos hagan que Bolívar contemple su retiro de la vida pública, pondrá en marcha el proyecto de irse a vivir junto al marqués del Toro en la Quinta Anauco. Desde Bogotá escribe al marqués el 16 de febrero de ese año: 

"Al fin se cumplen sus deseos y los míos también; el 7 del mes que entra partiré de esta capital: iré por Apure, Guayana, Cumaná y La Guaira donde nos abrazaremos. Juntos subiremos a Caracas y juntos viviremos en Anauco. ¡Cuidado Marqués! no hay que hacer ningún gasto, ninguna adición a la casa. Gracias que tengamos que comer con los amigos. En todo junio estaré con Ud., Marqués. Que contento se pondrá usted al recibir ésta, y yo gozo con anticipación del placer de verle en la patria nativa".

En junio de ese año sale de Bucaramanga con el propósito de dar forma a ese proyecto. Según señala Gabriel García Márquez: 

"El 9 de junio Bolívar sale de Bucaramanga con la idea de llegar hasta Venezuela. Tenía la intención de residir en la quinta Anauco, del marqués del Toro".

En carta fechada el 23 de abril de 1828, Bolívar le escribía desde Bucaramanga al general Pedro Briceño Méndez, señalándole que esperaba ansioso el regreso de Bernardo Herrera, su enviado especial a la convención de Ocaña, a ver si podía finalmente regresar a Venezuela. No obstante, el 24 junio, luego de haberse disuelto dicha convención, Bolívar ve alterarse el horizonte político y decide reemprender el camino a Santa Fe de Bogotá, dejando sin efecto sus planes de retiro de la vida pública.
Vicente Lecuna, compilador de las obras completas de Simón Bolívar y custodio por excelencia de su legado, exaltaba en estos términos la amistad de aquel con Rodríguez del Toro:

"Como lo esencial es creer, probablemente se compaginen el paraíso cristiano y la pradera de asfodelos de los campos elíseos: allá estarán nuestro señor Simón Bolívar, su padrino el Marqués del Toro y hasta nuestro señor Don Quijote, dando paseos a caballo por prados que se parecen a los de Anauco y San Mateo".

## Eliminación de su título de marqués
Luego de la declaratoria de la Independencia en julio de 1811, el congreso se abocó a debatir y a aprobar la Constitución de la nueva República. Uno de los temas más difíciles enfrentados fue el de la eliminación de los fueros y privilegios coloniales. Allí, el clero evidenció una férrea oposición. En tanto único noble titulado en el congreso, la posición de Rodríguez de Toro resultaba de mucha significación. Al brindar su decidido apoyo a la eliminación de los privilegios coloniales, votando en dos ocasiones en tal sentido, Rodríguez del Toro fue artífice de la eliminación de su propia distinción nobiliaria. Curiosamente, y a pesar de que nunca más se firmó con su antiguo título, los próceres de la Independencia así como sus contemporáneos, siempre lo llamaron y se refirieron a él como el marqués del Toro. Ello quedó reflejado en la "Meditación de los Funerales del Marqués del Toro", ensayo publicado en ocasión de su fallecimiento por el Diario de la Provincia de Caracas, el 14 de mayo de 1851. Allí se expresaba lo siguiente: "Por eso hemos visto que todo un país republicano, en donde tanto repugna cuanto tiene relación a distinciones de nobleza, ha consentido sin esfuerzo en conservar de hecho un sólo título: el Marqués del Toro". La historia de Venezuela se hizo eco de aquella realidad, razón por la cual Rodríguez del Toro es usualmente mencionado en ella como el marqués del Toro.

## Familiares
La familia del márques del Toro tuvo una destacada participación en el proceso de independencia. Allí destacan sus hermanos el general Fernando Rodríguez del Toro y el coronel Juan Rodríguez del Toro. El primero fue gobernador militar de Venezuela, firmante del Acta de la Declaración de Independencia de Venezuela y miembro del segundo Triunvirato Ejecutivo que rigió los destinos de la Primera República (1811-1812) y, en tanto tal, presidente  de Venezuela. El segundo fue signatario por Valencia del Acta de la Independencia del 5 de julio de 1811 y presidente del Congreso Constituyente de ese mismo año, bajo el cual se aprobó la primera Constitución venezolana e hispanoamericana. De igual manera cabe citar a los hijos de sus hermanas Ana Teresa y María Teresa, los generales Diego Ibarra, Andrés Ibarra y Esteban Herrera Toro y el coronel Bernardo Herrera, muy cercanos al Libertador y con importante presencia no sólo en Venezuela sino en la emancipación de otros países hispanoamericanos.
Los lazos familiares del marqués del Toro, incluyen por lo demás; a importantes personajes de la historia venezolana, tales como; su prima hermana María Teresa Rodríguez del Toro y Alaiza (esposa del Libertador Simón Bolívar, también emparentado con los Toro, pues doña Concepción Palacios, madre del Libertador, era a su vez prima quinta de la que fue su nuera), Teresa Carreño (pianista de fama mundial), Fermín Toro (una de las grandes figuras civiles de Venezuela), Antonio Herrera Toro (uno de los principales pintores clásicos venezolanos), Rufino Blanco Fombona (destacado hombre público y novelista que fuera candidato al Premio Nobel de Literatura), Martín José Sanabria (destacada figura pública y artífice de la instrucción gratuita y obligatoria en Venezuela), Elías Toro (importante científico y antropólogo que se desempeñó como rector de la Universidad Central de Venezuela), Carlos Toro Manrique (también científico y académico de renombre), Carlos Acedo Toro (presidente de la Corte Suprema de Justicia de Venezuela), Mariano Herrera Toro (reconocido poeta), Miguel Toro Ramírez (destacado novelista), José Antonio Calcaño (músico) (importante compositor y musicólogo) o María de la Concepción de la Vega y Rodríguez del Toro (esposa del General Miguel de la Torre, comandante en jefe de las fuerzas realistas en Venezuela y capitán general de Puerto Rico). Todos los anteriores eran descendientes del conquistador Agustín Herrera de Sarmiento y Rojas de Ayala.
Su esposa, María del Socorro Concepción de Berroterán y Gedler, era hija del VI Marqués del Valle de Santiago, bisnieta de Francisco de Berrotarán y Gainza y prima cuarta de Feliciano Palacios y Sojo y de Pedro Palacios y Sojo. El marqués del Toro no tuvo descendencia de su matrimonio con María del Socorro.

## Fallecimiento
Al momento de su fallecimiento, el 10 de mayo de 1851; próximo a cumplir los noventa años, era el último de los firmantes del acta de la independencia, así como el decano de los próceres militares de la patria; por lo que sus funerales constituyeron un evento de gran trascendencia nacional. El Semanario de las Provincias, del 14 de mayo de 1851; describía así dichos funerales: 

"A las dos extremidades del faldón delantero de la urna, se colocaron los Señores Generales Mariano Montilla y Justo Briceño. El Venerable Cabildo eclesiástico con la mayor parte del clero de esta capital, celebraron los oficios religiosos desde la casa mortuoria hasta la Iglesia. S.E. el Presidente de la República y su Gabinete Ministerial acompañaron a los numerosos dolientes del difunto General. Seguía después el numeroso acompañamiento en el que figuraron el Cuerpo Diplomático, la mayor parte de los altos funcionarios civiles y militares, y en el que estaban también profusamente representados las ciencias, el comercio y las industrias. La crecida comitiva, la asistencia de las principales dignidades de la Iglesia y El Estado, el plañido de las campanas, la marcha de las tropas, las fúnebres armonías de su banda, el pueblo congregado en la carrera, y por fin las descargas de fusilería y los disparos de cañón, todo anunció en este día una no muy común inhumación."

Primeramente, fue enterrado en la Iglesia de la Santísima Trinidad (Caracas) y tras la inauguración del Panteón Nacional de Venezuela, sus restos fueron; junto a los de José Gregorio Monagas, Juan Crisóstomo Falcón y Ezequiel Zamora, de los primeros en ser trasladados al recinto.

## Homenajes
Su nombre se encuentra listado en el Monumento a los Próceres en el Paseo de ese mismo nombre en Caracas, al tiempo que retratos al óleo suyos cuelgan en el Salón Elíptico del Palacio Federal Legislativo y en la Capilla de Santa Rosa de Lima del Palacio Municipal, en la ciudad de Caracas. Un busto suyo, en cuyo pedestal se lee la inscripción "Homenaje de las Fuerzas Armadas a su primer General en campaña", engalana los jardines de la Quinta Anauco, actualmente museo abierto al público. Una placa situada a la entrada del mismo inmueble recuerda a la célebre figura histórica que allí habitó, así como a los servicios que prestó a la Patria. Una de las más importantes avenidas de San Bernardino en Caracas lleva su nombre, así como también lo hace la calle principal de la ciudad de Guacara en el estado Carabobo, adyacente a la Plaza Bolívar.